# Eugen von Knilling
Eugen von Knilling (Monaco di Baviera, 1º agosto 1865 – Monaco di Baviera, 20 ottobre 1927) è stato un politico tedesco.

## Biografia
Studiò legge all'Università di Monaco. Dal 10 febbraio 1912 all'8 novembre 1918 fu ministro dell'Istruzione del Regno di Baviera durante i governi di Georg von Hertling e Otto Ritter von Dandl. Dal 1920 al 1922 fu membro del Parlamento bavarese per il Partito Popolare Bavarese (BVP). Nel 1922 divenne primo ministro della Baviera. Allo stesso tempo ricoprì l'incarico di ministro degli Esteri. Durante il suo mandato si verificarono la crisi inflazionaria e la conseguente iperinflazione del 1923 durante l'occupazione della Ruhr. Nell'autunno del 1923, il governo del Reich sotto il cancelliere Stresemann proclamò la fine della resistenza passiva all'occupazione della Ruhr.
Nel settembre 1923, dopo un periodo di disordini, Knilling dichiarò la legge marziale, nominando Gustav von Kahr commissario di Stato con poteri quasi dittatoriali. Questa scelta segnò una rottura aperta con il Reich tedesco e aprì la strada al Putsch di Monaco del 1923, dove von Knilling fu fatto prigioniero da Rudolf Hess. L'anno successivo si dimise, esasperato dalla politica, e tornò a ricoprire un incarico di servizio civile.
Knilling si dimise dopo le elezioni parlamentari del maggio 1924 a causa del cattivo risultato del BVP (32,8% dei voti contro il 39,4% del giugno 1920).